# Oxandra sphaerocarpa
Oxandra sphaerocarpa R.E.Fr. – gatunek rośliny z rodziny flaszowcowatych (Annonaceae Juss.). Występuje naturalnie w Peru oraz Brazylii (w stanach Acre i Amazonas). 

## Morfologia
PokrójZimozielone drzewo.
LiścieMają kształt od podłużnego do podłużnie eliptycznego. Nasada liścia jest rozwarta. Blaszka liściowa jest całobrzega o spiczastym wierzchołku.
KwiatySą pojedyncze lub zebrane w pary, rozwijają się w kątach pędów.
OwocePojedyncze, o kulistym kształcie. Są nagie.